# توبای واگنر
توبای واگنر (به انگلیسی: Wagner tuba) یا توبای بایرویت (به انگلیسی: Bayreuth tuba)، یکی از سازهای بادی برنجی است، ولی برخلاف نامش از خانواده توبا نیست و بیشتر به کُر نزدیک است. صدای آن چیزی میان صدای کُر و توبا است.

## ویژگی

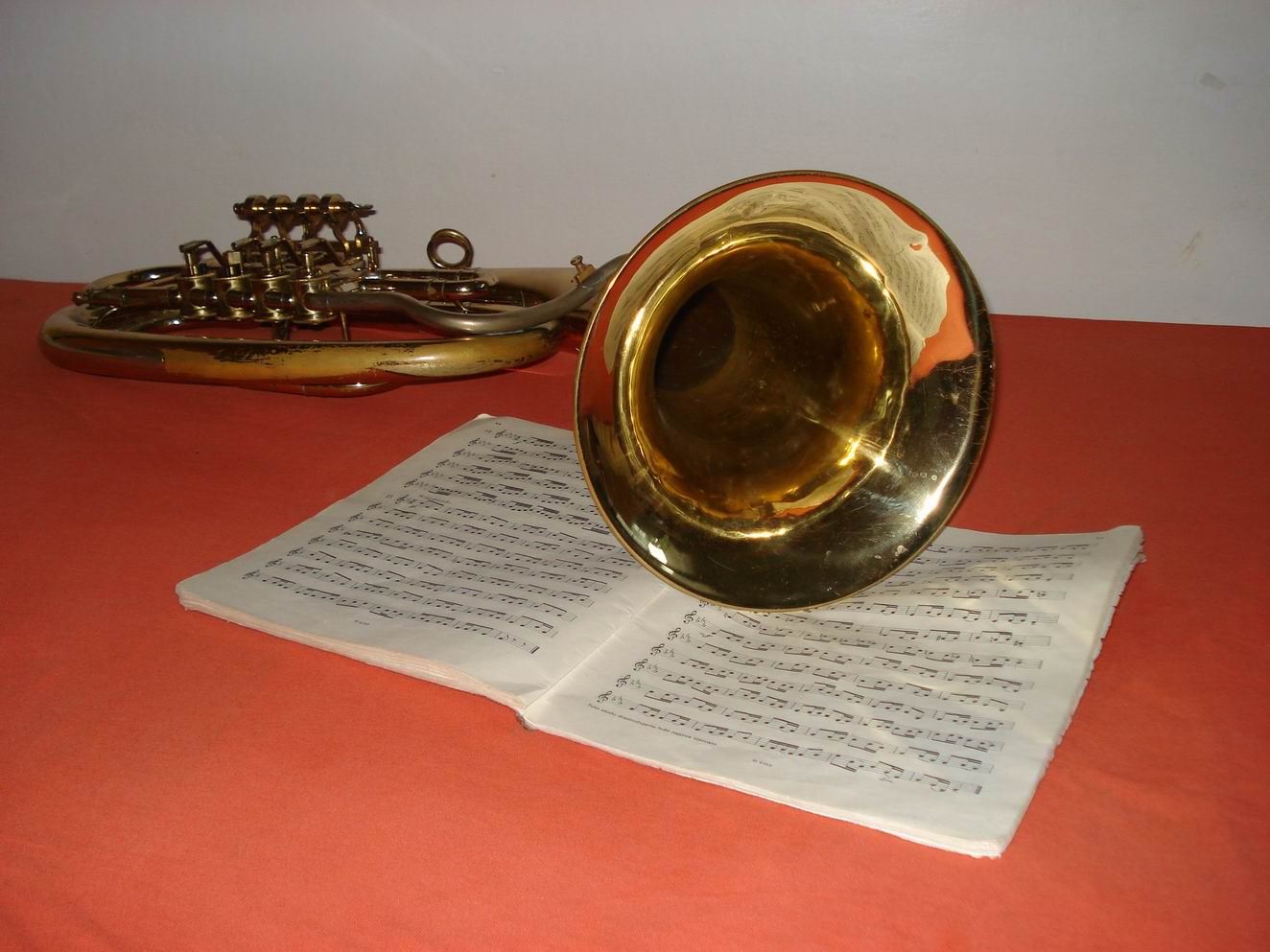
توبای واگنری

- از دسته سازهای انتقالی محسوب می شود.
- توبای واگنر در دو نوع «سی بمل» و «فا» وجود دارد.
- این ساز را ریشارد واگنر برای کاربرد در اجرای اپراهای عظیم و پر سر و صدای خود به‌ویژه دوره اپراهای حلقه نیبلونگ اختراع کرد. اجرای این اپراها در شهر بایرویت باعت شده که به این ساز توبای بایرویت نیز گفته شود.
- پس از واگنر آهنگسازان دیگر مانند آنتون بروکنر، ریچارد اشتراوس و ایگور استراوینسکی برای این ساز آثاری نوشتند.